# 거듭남
거듭남(Born again)은 기독교 신학에서 영적으로 다시 태어나는 것을 말한다. 다른 말로 중생이라고도 한다. 거듭남을 단지 그리스도인의 삶의 "새로운 시작"으로 보는 이들이 있는 반면, 옛 생활 방식을 버리고 새롭게 도덕적인 그리스도인의 길을 따라가기로 결정하는 시기라고 여기는 이들도 있다. 아메리칸 헤리티지 사전(The American Heritage Dictionary of the English Language-Third Edition)에서는 거듭남(born again)을 "영적으로 혹은 도덕적으로 개정하다. 영적인 회심 혹은 부활을 체험하다. 개정하다"로 정의한다.

## 정의
거듭남으로 번역된 헬라어 단어 "팔링게네시아(palingenesia)"는 팔린(palin, "다시")과 게네시스(genesis, "탄생")란 단어로 이루어져 있다(Vine's). 그러므로 "거듭난다"는 의미는 문자 그대로 다시 태어난다는 것이다. 이 단어가 신학에서 차지하는 비중은 매우 크지만, 스트롱 성구사전(Strong Concordance)에 따르면 이 단어는 일부 구절을 제외하면 신약에서 거의 등장하지 않는다(딛3:5, 마19:28). 위클리프(Wycliffe)는 그의 성경사전(Bible Dictionary)에서 "신약에서 여러 가지 다른 표현들이 동일한 진리를 지칭하는데 사용되었지만, 다시 태어남 또는 위로 부터 태어남(요 3:3, 벧전 1:23), 하나님께로서 태어남(요 1:13) 같은 이러한 표현들은 새로운 출생 같은 역동적인 변화의 사상을 공통적으로 갖고 있다"라고 지적했다.

## 관점
거듭남은 새 생명을 가져오는 재출생이다. 이는 절대적으로 생명의 문제이지 결코 행위의 문제가 아니다. 거듭남은 단지 우리가 이미 갖고 있는 생명 이외에 또다른 생명을 갖는 것이다. 우리는 이미 부모님으로부터 사람의 생명을 받았다. 그러나 지금 우리는 하나님으로부터 신성한 생명을 받을 필요가 있다. 그러므로 거듭남이란 우리가 이미 소유하고 있는 사람의 생명 이외에 하나님의 신성한 생명을 갖는 것이다. 그러므로 거듭남은 다른 생명을 갖기 위해 다른 출생을 필요로 한다. 거듭나는 것이나 다시 태어나는 것은 우리 자신을 고치거나 교정하는 것이 아니다. 그것은 우리가 부모님에게서 태어나는 것이 부모님의 생명을 갖는 것을 의미하는 것처럼 하나님의 생명을 갖는 것을 의미한다.
거듭나는 것은 하나님으로부터 나는 것이고(요1:13), 하나님으로부터 나는 것은 하나님의 생명, 즉 영원한 생명(요3:15-16)을 갖는 것이다.
요한복음에서 계시된 거듭남 특별히 요한복음은 거듭남에 대한 진리를 명백하게 해주고 있다. 이 책에서 요한은 거듭나는 것이 하나님으로부터 나는 것(1:13), 다시 태어나는 것(3:3), 물과 성령으로 나는 것(3:5-6)이라고 했다. 이 세 구절들을 철저히 연구하면 거듭남에 관한 의미를 더 깊이 이해하게 될 것이다.
하나님께로부터 태어남 요한복음 1장 12절과 13절은 거듭나는 것이 하나님께로부터 태어나는 것임을 계시한다. 이 구절들에 따르면 하나님의 자녀는 혈통으로나 육정으로나 사람의 뜻으로 나지 아니하고 오직 하나님께로서 난 자들이다. 출생하다 또는 태어난다는 것은 아버지와 아들 사이같은 생명의 관계를 의미한다. 아들이 아버지의 생명을 가지듯이 하나님께로부터 태어난 우리 역시 하나님의 생명을 갖는다. 마찬가지로 이 구절들은 거듭남이 하나님께로부터 태어나는 것 이외에 다른 수단으로는 일어날 수 없다는 사실을 강조한다. 이 구절 전체를 문자 그대로 받아들인다면, 거듭남의 기적을 이해하고 체험하는데 도움이 될 것이다. 사람이 하나님께로부터 태어나서 하나님의 자녀가 된다는 것은 진실로 온 우주 가운데 가장 위대한 기적이다.
다시 태어남 요한복음은 거듭나는 것이 또한 다시 태어나는 것임을 계시고 있다(3:3). 이 구절에서 주님은 니고데모에게 선포하셨다. "사람이 다시 태어나지 아니하면 하나님 나라를 볼 수 없느니라(원문 참조)"(3:3). 다시 태어난다는 말은 영적인 깊은 의미를 갖고 있다. 존 넬슨 다비는 그의 성경 번역에서 다시 태어난다는 것은 시간 안에서 새로운 시작을 갖는 것 이상의 뜻을 지닌다고 지적했다. 그는 "다시"란 단어는 "다시"라는 뜻 뿐만 아니라 생명의 새로운 근원과 출발지점에서도 역시 "완전히 새롭게"라는 뜻을 지닌다고 설명했다. 거듭남은 생명의 새로운 근원이며 새로운 시작이다. (1268) 이 생명의 "새 근원", 새 출생의 근원은 하나님 자신이다. 여기서 주님은 니고데모에게 하나님의 나라를 보기 위해서는 다시 태어나야 한다고 말씀하셨다. 주님은 이렇게 말씀하시는 것 같다. "니고데모야! 네가 사람의 생명을 가지고 있기 때문에 너는 오직 물질적인 것들만 볼 수 있다. 만약 네가 하나님의 나라에 관한 것을 깨닫기 원한다면, 너는 반드시 다른 생명을 받아야 한다. 너는 하나님의 생명이 필요하다." 이것은 고린도전서 2장의 사도 바울의 말과 부합한다. "하나님의 사정도 하나님의 영 외에는 아무도 알지 못하느니라 우리가 세상의 영을 받지 아니하고 오직 하나님께로 온 영을 받았으니 이는 우리로 하여금 하나님께서 우리에게 은혜로 주신 것들을 알게 하려 하심이라"(11-12절) 이 성경 구절은 거듭남이 참으로 단지 시간이나 행위의 새로운 시작이 아니라 하나님께 속한 것들을 보고 이해할 수 있는 생명의 새로운 시작임을 분명히 밝혀 주고  있다.
물과 성령으로 태어남 요한복음 3장 5절에서 주님은 계속해서 니고데모에게 말씀하시기를 사람이 물과 성령으로 나지 아니하면 하나님 나라에 들어갈수 없다고 하셨다. 침례 요한이 이러한 말들을 마태복음 3장 11절에서 바리새인들에게 했기 때문에, 바리새인인 니고데모는 주님께서 하신 말씀의 의미를 명확히 이해했을 것이다. 두 출생에 대해서 말씀하실 때 주님은 구별된 두 사역을 언급하신 것이다.
물로 태어나는 것은 침례 요한의 사역인 "종결"의 사역을 가리킨다. 침례 요한은 사람들에게 먼저 그들의 죄악된 상태를 회개하고 영적 죽음과 장사를 의미하는 침례를 받으라고 말함으로써 주님께서 그분의 구원을 사람들에게 가져오실 수 있는 길을 예비하였다(마 3:11).
또 다른 방면인 성령으로 태어나는 것은 요한의 사역에 근거하여 그 후에 나오는 예수님의 생명의 사역 또는 "발아"의 사역을 언급한다(요 3:6, 요 12:24). 6절에서 주님은 거듭나는 것이 사람의 영(하나님을 담도록 그분께서 창조하신 사람의 가장 깊고 내재적인 부분) 안에서 성령으로 태어나는 것임을 계시하셨다. 거듭날 때 성령은 하나님의 신성한 생명을 가지고 우리 사람의 영 안에 들어오셔서 우리와 함께 한 영이 되고, 우리 안에서 우리가 하나님의 자녀인 것을 증거하신다(고전 6:17; 롬 8:16).
거듭남은 옛 창조에 속한 사람을 그의 모든 행위과 함께 종결하고, 신성한 생명으로 새 창조 안에서 그들을 발아시킨다. 사람이 회개하며 자신은 죽고 장사되는 것 외에는 소용없는 죄인임을 고백할 때, 그는 요한의 사역을 받아들이는 것이다. 회개한 후에 그는 반드시 주 예수님을 믿고 그분의 생명의 사역을 받아들여 발아되어야 한다. 구원받기 위해 우리는 회개와 믿음 모두가 필요하다. 이것이 물과 성령 으로 나는 것의 의미이며, 이것이 바로 거듭남이다.

## 같이 보기
- 중생